# Ilmari Juutilainen
Eino Ilmari „Illu” Juutilainen (Lieksa, 1914. február 21. – Tuusula, 1999. február 21.) finn vadászpilóta, aki 94 légigyőzelmével a legeredményesebb nem német vadászpilóta a világon. Kétszer tüntették ki hazája legmagasabb kitüntetésével, a Mannerheim-kereszttel.

## Katonai pályafutása
Juutilainen 1914-ben született Lieksa városában, bátyja Aarne Juutilainen az 1930-as években csatlakozott a Francia Idegenlégióhoz, majd öccséhez hasonlóan később részt vett a szovjetek elleni harcokban, mint a Finn Hadsereg tisztje. Ilmari 1933-ban lépett be a Finn Légierőhöz mint szerelő. Egy évre rá letette a pilótavizsgát, majd 1937-ben került a LeLv24 alakulathoz őrmesteri rangban. Ekkor a légierő vadász egységei főleg a holland gyártású Fokker D.XXI-t repülték. A merev futóműves repülőgép azonban 1939-re elavulttá vált.

### A téli háborúban
Az 1939-es szovjet támadás során a finn vadászrepülők intenzíven védték légterüket az agresszorok ellen. Juutilainen december 19-én került először harcérintkezésbe szovjet repülőgépekkel: egy rajnyi Il–4-es bombázót vett üldözőbe: egyet sikerült lelőnie közülük. December 23-án újabb, vadászfedezet nélkül repülő bombázókkal akadt össze rajával, ezúttal Tupoljev SZB–2-esek voltak az ellenfelek. A hatfős raj csak egy gépet semmisített meg, így született meg az 1/6 légigyőzelem, amelyről így nyilatkozott Juutilainen:"Az igazat megvallva, nem foglalkoztam a töredékgyőzelmekkel. Azokról inkább lemondtam a fiatalabb bajtársaim javára." 1939 utolsó napján kemény légiharcban lelőtt egy I–16-s vadászgépet. Juutilainen három légigyőzelmet aratott a Fokker D.XXI-el.

### A második világháborúban
1940 márciusában amerikai gyártmányú Brewster F2-s vadászgépeket kapott a Finn Légierő. A behúzható futóműves repülőgépeket gyorsan megkedvelték a finn pilóták (nem így az amerikaiak akik kudarcaikat a típus kiforratlanságával magyarázták). Juutilainen egysége júniusban kapta meg az új gépeket. Az ún. folytatólagos háború során sikeresen repülte a F2-es típust.
1940. augusztus 18-án 3 db I–16-ost lőtt le egymaga. Utolsó győzelmét a típussal egy He 111-es fölött aratta, amelyet elfogtak a szovjetek. Juutilainen kettő Buffalót használt el a harcok során, ezekkel összesen 32 légigyőzelmet aratott.
1943-ban képezték át a Bf 109-es típusra, mellyel 1943. augusztus 31-én aratta első győzelmét. 1944. június 30-án érte el egyéni rekordját, amikor egy bevetés alatt hat ellenséges repülőgépet semmisített meg. Utolsó légigyőzelmét 1944. szeptember 3-án aratta.

## Légi győzelmei
| Repülőgéptípus        | Légi győzelem |
| --------------------- | ------------- |
| Fokker D.XXI          | 2 1/6         |
| Brewster B239         | 34            |
| Messerschmitt Bf 109G | 58            |
| Összesen:             | 94 1/6        |

## A háború után
Juutilainen 1947-ben szerelt le a légierőtől. Ezután saját repülőgépével repült. Utoljára 1997-ben szállt fel harci géppel a levegőbe, a Finn Légierő egyik F–18D kétüléses vadászbombázójával.